# کیویا یامادا
کیویا یامادا (ژاپنی: 山田 恭也؛ زادهٔ ۲۹ ژوئیهٔ ۲۰۰۱) یک بازیکن فوتبال اهل ژاپن است.
از باشگاه‌هایی که در آن بازی کرده‌است می‌توان به باشگاه فوتبال فاگیانو اوکایاما اشاره کرد.